# ア・フォルサ・ド・ケレル
『ア・フォルサ・ド・ケレル』（ポルトガル語: A Força do Querer）は、ブラジルのテレビドラマ。ヘジ・グローボで2017年4月3日から10月21日まで放送された。
タイトルは日本語で「欲望の力」を意味する。

## 登場人物
ファビアナ・ドゥアルテ・フェイトサ（ビビ・ペリゴサ）/ソラヤ・ゲデス
演：ジュリアナ・パエス
ジェイザ・ナシメント・ロチャ
演：パオラ・オリベイラ
リタ・ローザ・フェレイラ（リチーニャ）
演：イシス・バルベルデ
ジョセ・リバマル・ド・カルモ
演：マルコ・ピゴッシ
ルーベンス・フェイトサ（ルビーニョ）/レイナルド・ゲデス（ナルド）
演：エミリオ・ダンタス
ルイ・ベラルド・ガルシア
演：フィウク
イヴァナ・ガルシア / イヴァン・ガルシア
演：カロル・ドゥアルテ
ジョイス・ガルシア
演：マリア・フェルナンダ・カンディド